# Период на въртене
В астрономията период на въртене е времето, за което един астрономически обект прави пълно завъртане около своята ос на въртене. За твърди обекти, като например скалисти планети и астероиди, периодът на въртене има една стойност. При газообразните и течните тела, като например звезди и газови планети, периодът на въртене се променя от екватора към полюсите. Обикновено за период на въртене на газов гигант (като Юпитер) се приема вътрешния период на въртене, определян от въртенето на неговото магнитно поле.
Периодът на въртене на Земята около оста ѝ се нарича звезден ден.
| Периоди на въртене на небесните тела от Слънчевата система | Периоди на въртене на небесните тела от Слънчевата система |
| ---------------------------------------------------------- | ---------------------------------------------------------- |
| Слънце                                                     | 24,66 дни на екватора и около 35 дни на полюсите           |
| Меркурий                                                   | 58,6462 дни и 15,5088 часа                                 |
| Венера                                                     | 243,0185 дни                                               |
| Земя                                                       | 23 часа, 56 мин. и 4,09 сек.                               |
| Луна                                                       | 27,321 661 дни (синхронен)                                 |
| Марс                                                       | 1,025 957 дни (24,622 962 часа)                            |
| Юпитер                                                     | 0,413 538 021 дни (9 ч. 55 мин. 29,685 сек.)               |
| Сатурн                                                     | 0,444 009 259 2 дни (10 ч. 39 мин. 22,4 сек.)              |
| Уран                                                       | 0,718 333 333 дни (17 ч. 14 мин. 24 сек.)                  |
| Нептун                                                     | 0,671 250 00 дни (16 ч. 6 мин. 36 сек.)                    |
| Плутон                                                     | 6,387 дни (6 дни 9 ч. 17,6 мин.)                           |